# Wöste (Halver)
Wöste ist eine Hofschaft in Halver im Märkischen Kreis im Regierungsbezirk Arnsberg in Nordrhein-Westfalen (Deutschland).

## Lage und Beschreibung
Wöste liegt auf 365 Meter über Normalnull im südlichen Halver an der Stadtgrenze zu Wipperfürth am Rande des Waldgebiets Bommert. Der Ort ist über eine Zufahrt zu erreichen, die von der Landesstraße L284 abzweigt. Nachbarorte sind Engstfeld, Schlade, Kückelhausen, Brocksiepen, sowie  Engsfeld und Erlen (beide zu Wipperfürth). 
Nördlich von Wöste erhebt sich der Kückelhauser Berg, dazwischen fließt der Bornsiepen, ein Zufluss der Hönnige, vorbei.

## Geschichte
Wöste wurde erstmals 1480 urkundlich erwähnt, die Entstehungszeit der heutigen Siedlung wird aber im Zeitraum zwischen 800 und 900 in der Folge der frühen fränkischen Ausbauperiode vermutet.
Um 1500 ist durch Urkunden belegt, dass der Hof Wöste zur Hälfte dem bergischen Amt Beyenburg abgabenpflichtig war. Die Gerichtsbarkeit des Hofs unterstand einem extra für die bergischen Höfe im ansonsten märkisch beherrschten Kirchspiel Halver bestellten bergischem Richter, was häufig zu Streit mit dem für das Kirchspiel eigentlich zuständigen märkischen Gografen führte.
1818 lebten vier Einwohner im Ort. 1838 gehörte Wöste als Woeste der Bommerter Bauerschaft innerhalb der Bürgermeisterei Halver an. Der laut der Ortschafts- und Entfernungs-Tabelle des Regierungs-Bezirks Arnsberg als Ackergut kategorisierte Ort besaß zu dieser Zeit ein Wohnhaus und vier landwirtschaftliche Gebäude. Zu dieser Zeit lebten sieben Einwohner im Ort, allesamt evangelischen Glaubens.
Das Gemeindelexikon für die Provinz Westfalen von 1887 gibt eine Zahl von sechs Einwohnern an, die in einem (1) Wohnhaus lebten.